# David Wechsler (scrittore)

David Wechsler

David Wechsler (Zurigo, 28 dicembre 1918 – Zurigo, 11 agosto 1990) è stato uno scrittore e sceneggiatore svizzero, vincitore dell'Oscar alla migliore sceneggiatura non originale, nel 1949, per il film Odissea tragica. Per lo stesso film ottenne la nomination come adattamento cinematografico da soggetto originale.

## Biografia
Figlio del produttore cinematografico svizzero, di origine polacca, Lazar Wechsler, dopo gli studi superiori si iscrisse all'Università di Zurigo dove, nel 1945, si laureò in storia con una tesi sullo storico Wilhelm Oechsli dal titolo Wilhelm Oechsli: concezione della storia e dei problemi del XIX secolo .
Iniziò poi a lavorare nell'azienda del padre come autore di sceneggiature fra il 1945 e il 1966 scrivendo le storie per cinque film.
Il suo maggior successo lo ottenne scrivendo, in collaborazione con Richard Schweizer, il soggetto originale per il film Odissea tragica diretto da Fred Zinnemann e interpretato da Montgomery Clift, Aline MacMahon e Jarmila Novotná. Per questo film vinse, assieme al coautore, l'Oscar per il miglior soggetto originale, ottenne la nomination per la migliore sceneggiatura da soggetto originale e vinse il Golden Globe per la migliore sceneggiatura.
Fu anche scrittore e drammaturgo.

## Opere

### Sceneggiature
- 1945 L'ultima speranza
- 1948 Odissea tragica
- 1953 I figli della tempesta
- 1955 Heidi torna a casa
- 1966 Eva la verità sull'amore

### Letteratura
- 1953 Sie fanden eine Heimat
- 1955 Spiel ohne Regeln
- 1961 Wege zu Rahel
- 1962 Ein Bündel blauer Briefe
- 1963 Ein Haus zu wohnen